# Міжнародний конкурс імені Роберта Шумана
Міжнародний конкурс імені Роберта Шумана (нім. Internationaler Robert-Schumann-Wettbewerb) — конкурс виконавців академічної музики, вперше проведений у 1956 та 1960 роках у рамках урочистих заходів до 100-річчя з дня смерті та 150-річчя з дня народження Р. Шумана відповідно; конкурсна частина відбулася в Берліні, а ширша фестивальна програма — на батьківщині Шумана в Цвіккау. Починаючи з третього конкурсу, він відбувається в Цвіккау. Періодичність конкурсу коливається між трьома й чотирма роками. У ході перших чотирьох конкурсів переможець визначався у двох номінаціях: фортепіано і вокал (1956, 1963, 1966), вокал і струнний квартет (1960). Починаючи з 1969 року, конкурс проводиться за трьома номінаціями: фортепіано, чоловічий вокал і жіночий вокал.
З 1964 року в Цвіккау вручається також Премія Роберта Шумана.

## Переможці
| рік  | фортепіано                   | вокал, чоловіки                                          | вокал, жінки                     | вокал                                              | струнний квартет                                                     |
| 1956 | Аннерозе Шмідт (НДР)         |                                                          |                                  | Олександр Ведерников, Кіра Ізотова (обидва — СРСР) |                                                                      |
| 1960 |                              | Віталій Громадський (СРСР)                               |                                  |                                                    | Квартет Туре Йонсена (Швеція) (друге місце — квартет Петера Комлоша) |
| 1963 | Неллі Акопян (СРСР)          |                                                          |                                  | Карлхайнц Штричек (НДР)                            |                                                                      |
| 1966 | Елісо Вірсаладзе (СРСР)      |                                                          |                                  | Йонел Пантя (Румунія)                              |                                                                      |
| 1969 | Дежьо Ранкі (Угорщина)       | Рубен Лісіциан (СРСР)                                    | Хайди Бертольд-Рисс (НДР)        |                                                    |                                                                      |
| 1974 | Павло Єгоров (СРСР)          | Ласло Полгар (Угорщина) (друге місце — Сергей Лейферкус) | Міцуко Шіраї (Японія)            |                                                    |                                                                      |
| 1977 | Емма Тахмизян (Болгария)     | Борис Марешкін (СРСР) (друге місце — Алібек Днишев)      | Едит Вінс (Канада)               |                                                    |                                                                      |
| 1981 | Ів Анрі (Франція)            | Юрген Курт (НДР)                                         | не присуджена                    |                                                    |                                                                      |
| 1985 | Тамара Сипрашвілі (СРСР)     | Карстен Мевес (НДР)                                      | не присуджена                    |                                                    |                                                                      |
| 1989 | Ерік Лесаж (Франція)         | Франк Шиллер (НДР)                                       | не присуджена                    |                                                    |                                                                      |
| 1993 | Темиржан Ержанов (Казахстан) | Локі Чунг (Южная Корея)                                  | не присуджена                    |                                                    |                                                                      |
| 1996 | Михайло Мордвинов (Росія)    | Генрик Бем (Німеччина)                                   | Рісако Куросава (Японія)         |                                                    |                                                                      |
| 2000 | Кіаї Нара (Японія)           | не присуджена                                            | Анетта Даш (Німеччина)           |                                                    |                                                                      |
| 2004 | Акіко Ямамото (Японія)       | не присуджена                                            | Колін Бальцер (Канада)           |                                                    |                                                                      |
| 2008 | Мицука Кано (Японія)         | не присуджена                                            | Анне-Тереза Альбрехт (Німеччина) |                                                    |                                                                      |